# NSU Typ 110
La NSU Typ 110 (sigla interna Typ 77), dal 1967 chiamata semplicemente NSU 1200, è una automobile berlina di fascia media prodotta dalla casa automobilistica tedesca NSU Motorenwerke dal 1965 al 1972.

## Storia

### Nascita del modello

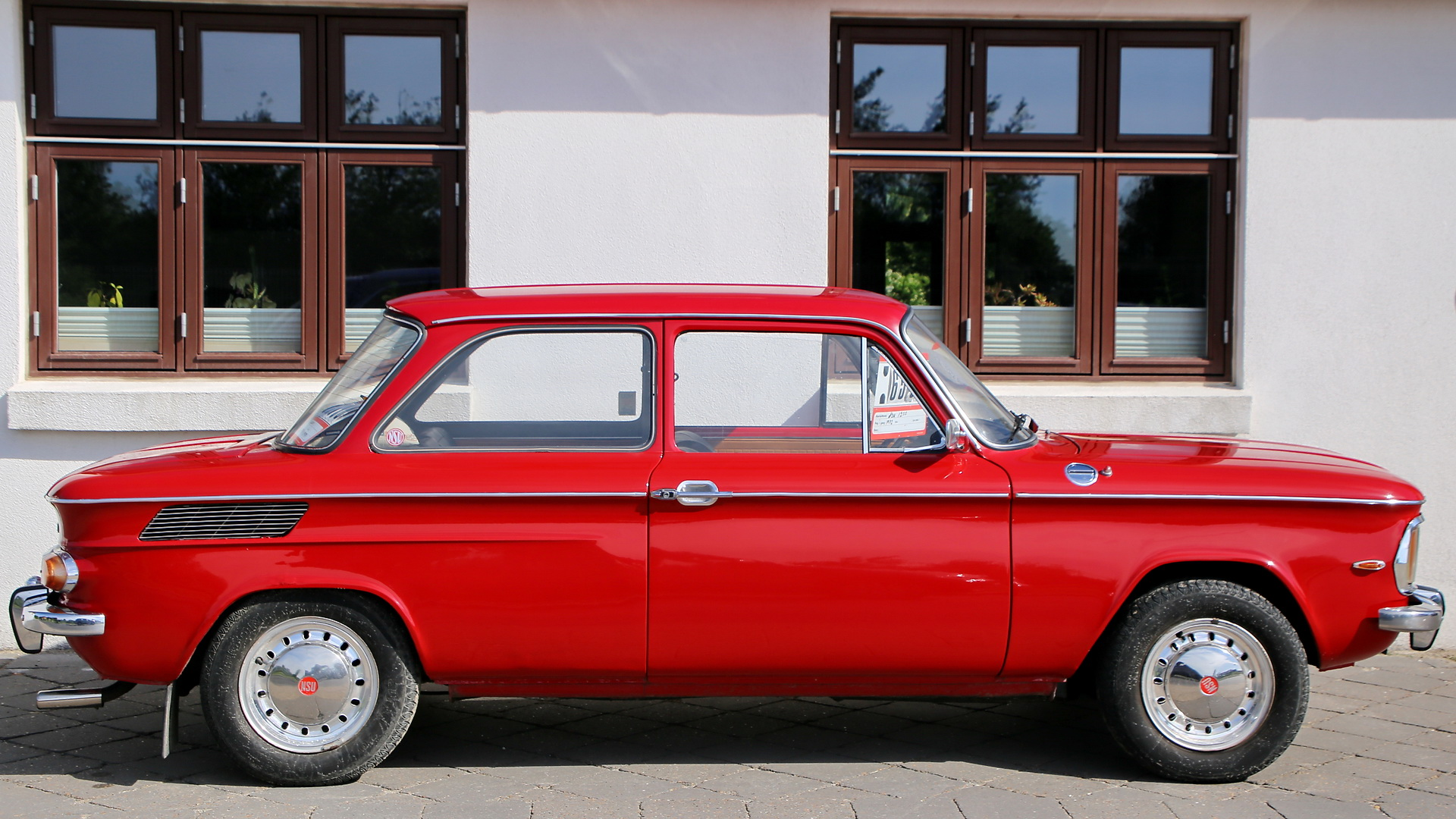
Linea laterale

La genesi e il debutto della Typ 110 si snodarono in maniera assai rapida, fra il 1964 e il 1965. Questo nuovo modello fu fortemente voluto un po' da tutto l'organico NSU, non solo a livello di dirigenti, ma anche a livelli più bassi. In realtà, ciò che si auspicava fortemente fu una berlina completamente nuova, di fascia più alta rispetto alla Prinz, ma anche rispetto alla Prinz 1000, che all'inizio del 1964 era stata appena lanciata sul mercato. Il nuovo modello di fascia media doveva essere equipaggiato con motori da 1,1 o 1,2 litri e doveva quindi affrancare la NSU dall'immagine di costruttore di auto popolari. Inoltre, il desiderio che serpeggiava nelle menti e nelle opinioni di molti dei dipendenti NSU fu quello di una vettura dotata dell'allora rivoluzionaria trazione anteriore, all'epoca utilizzata da un numero relativamente ristretto di modelli. E per quanto riguarda lo stile, ciò che si auspicava fu anche un corso stilistico nuovo che si distaccasse da quelli tipici della Corvair e che stavano caratterizzando quasi tutti i modelli NSU di quei primi anni '60 (a parte la Sport Prinz e la Spider Wankel, in procinto di essere lanciata proprio nel corso del 1964), un'impostazione stilistica che stava rapidamente denunciando la sua anzianità. I capitali disponibili per investire in un modello di rottura come quello auspicato furono decisamente insufficienti, ragion per cui si decise di conservare sia la consueta architettura meccanica di tipo "tutto dietro", sia le linee generali in stile Corvair. Anche il motore, sebbene aumentato di cilindrata, sarebbe stato derivato dall'unità già inaugurata sotto il cofano della Prinz 1000. Le novità sarebbero state principalmente stilistiche, ma senza stravolgere il family-feeling con gli altri modelli, e gli ingombri esterni, resi più generosi però solo grazie all'allungamento del passo. Il progetto Typ 77, noto anche come Prinz LL (Lange Linie, ossia "linea allungata") fu avviato all'inizio dell'autunno 1964 e già il 20 ottobre il primo modello in legno in scala 1:1 fu pronto. Vi fu anche una proposta per una variante a due volumi con portellone, ma venne respinta a favore invece della classica soluzione a tre volumi. Il 3 febbraio 1965 venne stabilita la denominazione ufficiale, Typ 110. 
La Typ 110 fu presentata al Salone di Francoforte, nel settembre 1965, ma le prime consegne ebbero luogo già poco prima, alla fine del mese di agosto.

### Caratteristiche

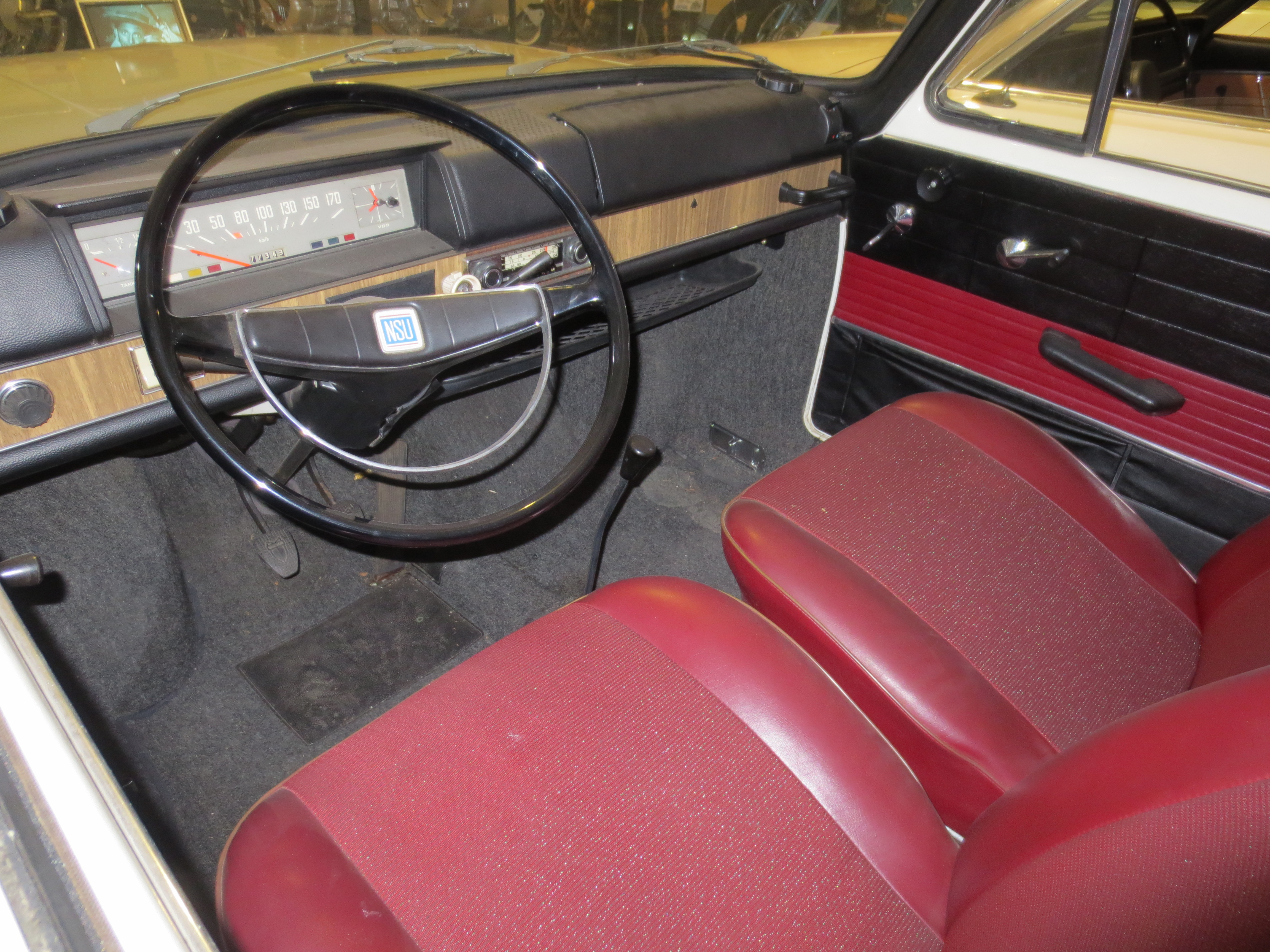
Il posto guida di una Typ 110

Stilisticamente, la Typ 110 si ricondusse al già noto stile Corvair, con la pronunciata nervatura perimetrale che tagliava letteralmente in due il corpo vettura sul piano orizzontale. L'allungamento dello sbalzo anteriore fu voluto per aumentare la capacità del bagagliaio, ma per motivi di sicurezza il serbatoio venne leggermente allontanato dalla zona frontale, più soggetta al rischio di impatti. Nel complesso, il passo allungato diede un aspetto più "importante" alla vista d'insieme, pur rimanendo la vettura a due sole porte, ma anche il frontale fu aggiornato per conferire maggior eleganza alla vettura: al posto del frontale liscio e solcato solo da una sottile barra cromata, venne adottata una vera calandra a fitti listelli orizzontali, in realtà solo con una funzione estetica essendo il motore posizionato posteriormente a sbalzo anche in questo caso. Nuovi anche i fari anteriori di forma quadrangolare e di grosse dimensioni. Lateralmente ciò che distinse la Typ 110 dalla Prinz 1000 fu solo il passo allungato, mentre la coda fu caratterizzata essenzialmente dai nuovi fari a sviluppo orizzontale. L'abitabiità interna migliorò sensibilmente, anche se non quanto l'allungamento dell'interasse potesse far pensare. Ancora una volta, come nella Prinz 1000, l'accesso ai posti posteriori fu reso difficile dalla presenza di due sole porte, peraltro non sufficientemente ingrandite in fase di allungamento del corpo vettura. Il posto guida era caratterizzato da un volante a due razze con clacson a mezzaluna e da un cruscotto rettangolare di forma allungata e a sviluppo orizzontale, con un tachimetro facilmente leggibile, un indicatore del livello carburante a sinistra e un orologio a destra, più alcune spie di servizio sul lato inferiore del cruscotto stesso. La plancia era divisa in tre sezioni: uno strato superiore rivestito in finta pelle, uno centrale in radica ed uno inferiore in plastica. Il bagagliaio aveva ora una capacità di 490 litri, ben 140 in più rispetto a quello della Prinz 1000, mentre il serbatoio carburante passò da 37 a 44 litri di capacità massima.

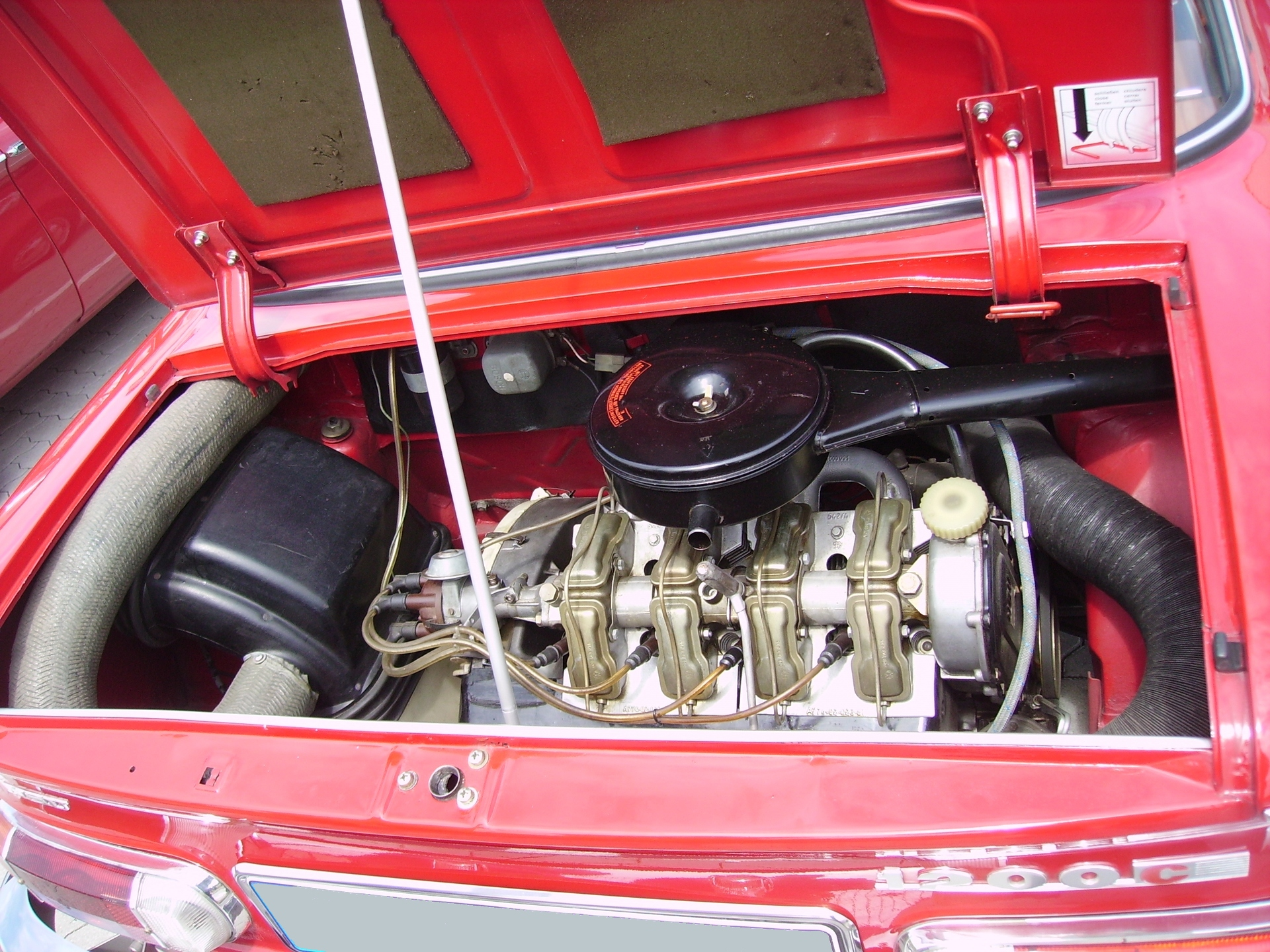
Motore NSU 1200C

La Typ 110 condivise pianale e meccanica con la Prinz 1000, ma con importanti variazioni: innanzitutto il passo fu allungato di 19 cm ed anche lo sbalzo anteriore venne leggermente incrementato (solo un paio di cm). Inoltre vi furono aggiornamenti anche per quanto riguardava la meccanica telaistica, con un avantreno sempre a bracci triangolari, ma con un puntone di rinforzo, mentre il retrotreno rimase a bracci oscillanti. Su entrambi gli assi furono impiegate molle elicoidali dalla maggior escursione rispetto a quell montate nella Prinz 1000. Vennero inoltre spostati la cremagliera dello sterzo e la barra stabilizzatrice (prevista solo anteriormente). L'impianto frenante era a quattro tamburi. Al suo debutto, la Typ 110 era equipaggiata con un motore raffeddato ad aria da 1085 cm³ alimentato a carburatore ed in grado di erogare una potenza massima di 53 CV. Si trattava dello stesso motore utilizzato per la Prinz 1000 TT lanciata qualche mese prima, ma con ridotto rapporto di compressione. Il cambio era ancora del tipo manuale a 4 marce. Tecnicamente non si poté fare di più, visto il budget imposto dai vertici NSU. Il prossimo passo avrebbe dovuto essere necessariamente un modello totalmente nuovo (in realtà non sarebbe andata così vista la futura acquisizione della NSU da parte del gruppo Volkswagen).

## Evoluzione della gamma

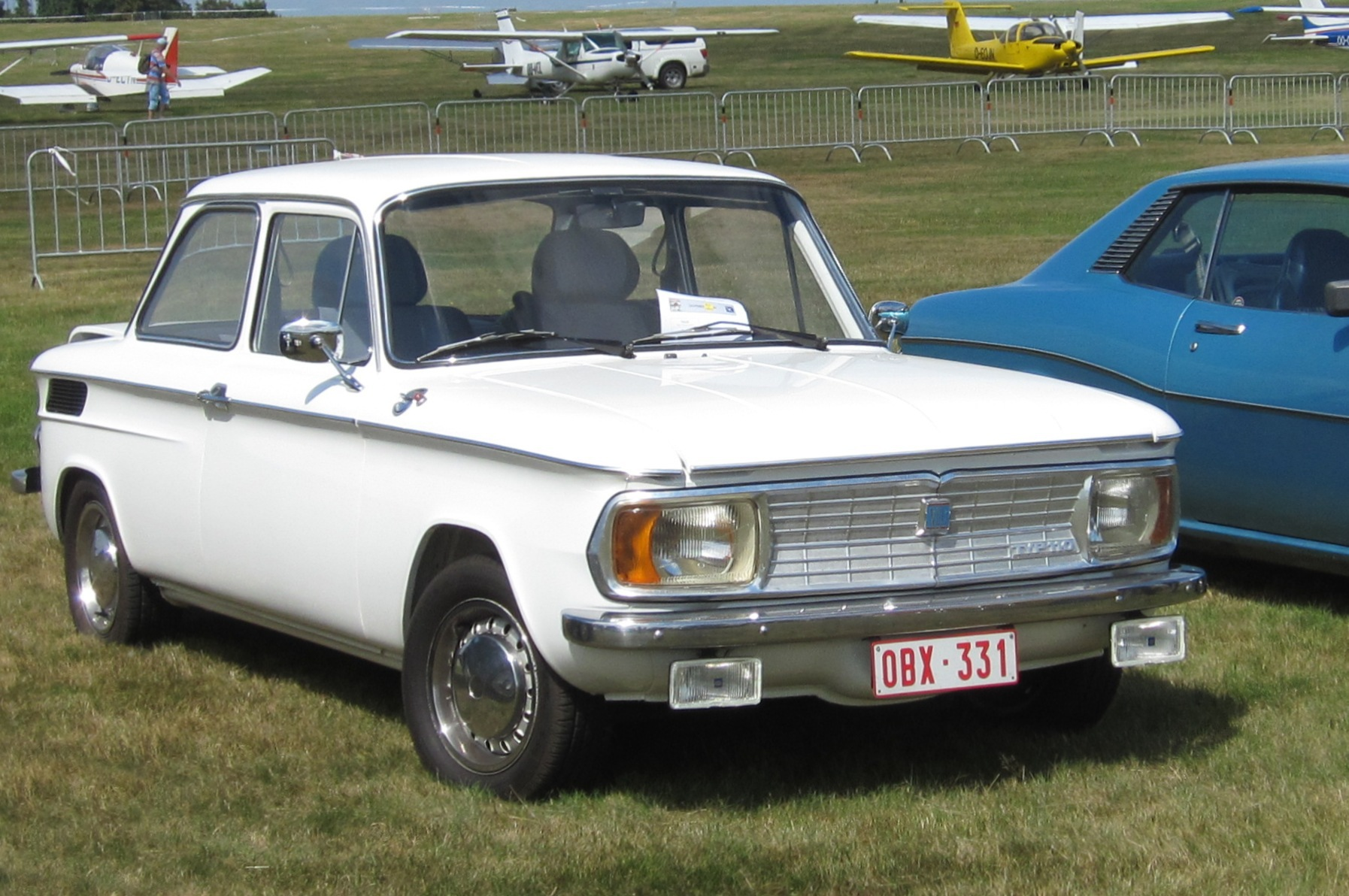
Vista frontale di una Typ 110

Alla fine del 1965, furono già 4.255 gli esemplari di Typ 110 immatricolati: la vettura piacque anche se ancora qualche pecca fu riscontrata nello smorzamento delle asperità stradali e nella rumorosità interna. Fu molto gradito invece l'impianto di riscaldamento, sensibilmente migliorato rispetto alla Prinz 1000. L'anno successivo cominciarono anche le esportazioni di Typ 110 smontate (modalità CKD) in Jugoslavia, e precisamente a Sarajevo. L'assemblaggio finale avrebbe avuto luogo nello stabilimento della Pretis, che già assemblava le Prinz IV per il mercato locale. Nel corso della sua carriera commerciale, la Typ 110 venne esportata anche negli Stati Uniti: gli esemplari destinati oltreoceano dovettero essere ridisegnati nel frontale per ospitare proiettori tondi anziché rettangolari e gli indicatori di direzione dovettero essere spostati sotto il paraurti anteriore. Ma il 1966 vide anche l'espansione della gamma verso l'alto con l'arrivo delle Typ 110 S ed SC. In questi due modelli il motore venne rialesato e la sua cilindrata salì così a 1177 cm³, mentre la potenza massima raggiunse i 60 CV. Migliorato l'allestimento: nella versione S venne ulteriormente perfezionato l'impianto di riscaldamento, mentre nella SC vennero montati sedili più anatomici con seduta incassata e fianchetti sagomati, oltre che nuovi rivestimenti alla selleria e ai pannelli porta, nonché all'illuminazione nel portacenere e nel vano portaoggetti lato passeggero. Proprio una Typ 110 SC risulterà essere, nel novembre 1966, la 500.000ª vettura a marchio NSU prodotta. Il mese successivo venne lanciata la Typ 110 C, questa volta una versione intermedia che unì l'allestimento della SC con un motore depotenziato a 55 CV, quindi meno potente anche della S ma più ricca come dotazione. La Typ 110 normale continuò invece a rivestire il ruolo di versione di base. Sempre nel dicembre del 1966 le versioni S ed SC ricevettero una nuova riduzione finale per ottenere una miglior accelerazione.

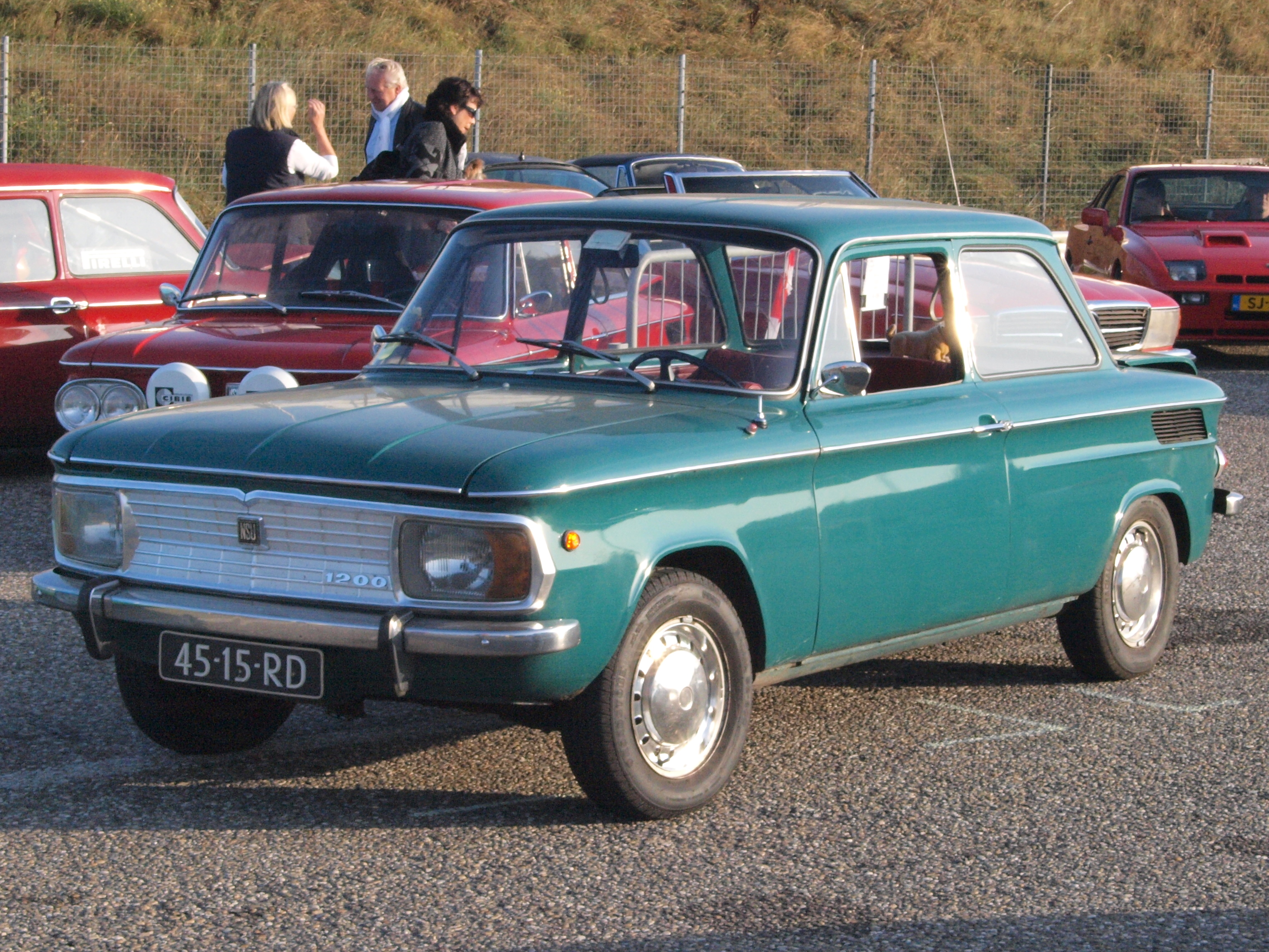
Una NSU 1200C

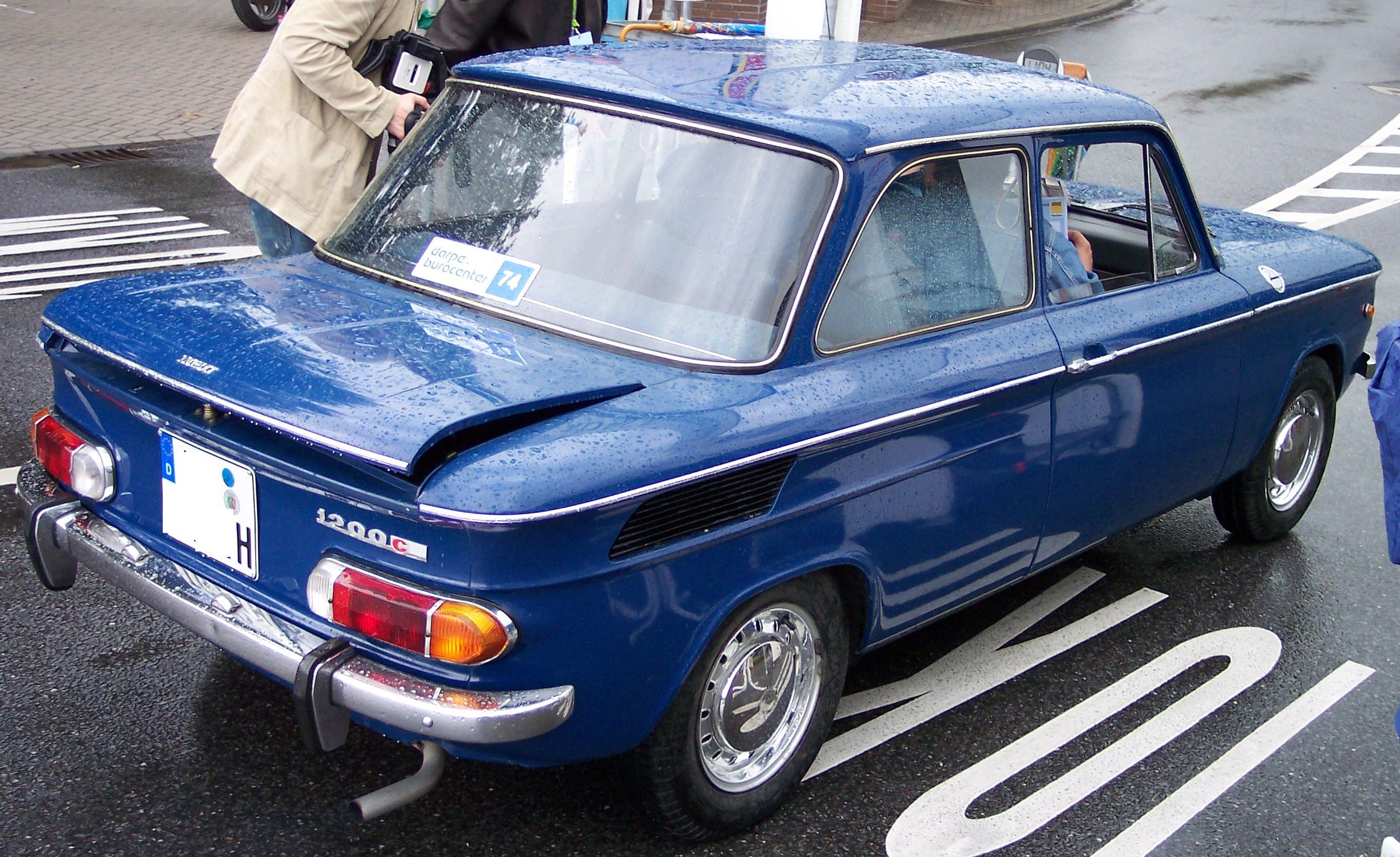
Retro NSU 1200C

Nel 1967, al Salone di Francoforte la gamma venne rinnovata, nell'equipaggiamento ma anche nel nome, dando luogo alla gamma 1200, così composta: al posto della Typ 110 venne inserita la 1200 di base con motore da 55 CV già incontrato nella Typ 110 C, mentre quest'ultima venne semplicemente ribattezzata 1200 C. La differenza fra i due modelli stava essenzialmente nella dotazione: assenza della serratura del bocchettone del serbatoio e gamma colori limitata al bianco e al blu per la 1200 di base e gamma colori più completa per la 1200 C oltre a nuovi rivestimenti interni, a tasche portaoggetti nei pannelli porta, a nuovi vani portaoggetti per i passeggeri posteriori, a braccioli rivestiti e a una inedita cappelliera. La versione C usufruì quindi di un ulteriore arricchimento nella dotazione che sancì di fatto l'uscita di produzione delle Typ 110 S ed SC. Il motore utilizzato fu il 1.2 da 55 CV per entrambi i nuovi modelli. Quello che avvenne fu di fatto una semplificazione della gamma proponendo un allestimento ricco ed uno spartano. La gamma, da quel momento in poi, non subì che aggiornamenti di dettaglio, inerenti in pratica solo la dotazione. Per esempio nel 1968 arrivarono nuovi sedili reclinabili e facenti parte del corredo di serie. La novità più consistente si ebbe nel giugno 1970 con l'arrivo di un cambio automatico a 3 rapporti, riservato solo alla 1200 C e ottenibile a richiesta. Tale variante di trasmissione fu mutuata direttamente dalla nuova top di gamma NSU, la Ro80. La produzione della 1200 e della 1200 C cessarono nel dicembre 1972, anche se le ultime consegne si ebbero all'inizio dell'anno seguente.

## Riepilogo caratteristiche
Di seguito vengono riepilogate le caratteristiche relative alla gamma Typ 110/1200 nel corso della sua carriera commerciale. I prezzi riportati sono espressi in DM e si riferiscono al momento del debutto nel mercato tedesco: